# 喬許·亨德森
喬許·亨德森（Joshua Baret "Josh" Henderson，1981年10月25日—）是美國的一位演員、模特和歌手。他最著名的作品是在TNT電視劇達拉斯中出演John Ross Ewing III角色。他還在絕望的主婦中飾演Austin McCann角色。